# 赤帽子山
赤帽子山（あかぼうしやま）は、徳島県美馬市と美馬郡つるぎ町の境界に位置する山である。標高1,611.4m。

## 地理
剣山の東方約3.5kmの地点に位置し、旧美馬郡一宇村と木屋平村との境界上にある。
山容はなだらかな円形をなし、丸笹山から赤帽子山までネバリノギラン・コメススキ・コゴメグサなどが短いササに混じる草原状の山並みである。地質はミカブ帯に属する。剣山国定公園に含まれる。
南面を木屋平村コリトリから、見ノ越に通ずる国道429号がジグザグに通じている。頂上からは四方が望めるが、穴吹川を挟んで天神丸の山並みが美しい。登山道は夫婦池から丸笹山の頂上を通らずに北西の山腹を巻くのが最も近く、約2時間30分。